# Gódžú-rjú

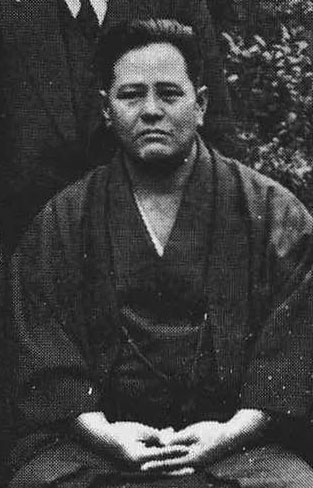
Čódžun Mijagi, zakladatel gódžú-rjú, v roce 1938

Gódžú-rjú (japonsky 剛柔流, v překladu do češtiny „tvrdý měkký styl“) je styl karate, vytvořený na počátku 20. století okinawským mistrem Čódžunem Mijagi spojením bojového umění, které se naučil na Okinawě a v čínské provincii Fu-ťien. Spojuje tvrdé a měkké principy boje, údery a kopy spolu s kruhovými pohyby pro útok, obranu a kontrolu protivníka, včetně chvatů a porazů. Obsahuje 12 základních kat.